# SD Serra FC
SD Seraa FC, meestal gewoon bekend als Serra is een Braziliaanse voetbalclub uit de Braziliaanse stad Serra in de staat Espírito Santo.

## Geschiedenis
De club werd opgericht in 1930. In 1999 werden ze voor het eerst staatskampioen. In 2012 degradeerde de club. Ze keerden terug in 2018 en werden prompt kampioen. 

## Erelijst
Campeonato Capixaba
1999, 2003, 2004, 2005, 2008, 2018